# Bassim
Bassim est un prénom masculin arabe signifiant radieux, souriant. De par son étymologie, il est fêté le 23 novembre comme Sainte Félicité.

## Autres écritures
- Bassam
- Bassem

## Personnalités
- Bassim Abbas, footballeur irakien.